# Rémy Riou
Rémy Riou (* 6. srpna 1987, Lyon, Francie) je francouzský fotbalový brankář, od roku 2017 hráč klubu Alanyaspor.

## Klubová kariéra
Riou byl členem A-týmu Olympique Lyon od roku 2003 (působil střídavě i v rezervním týmu), ale nepřipsal si žádný ligový start. Sezónu 2006/07 strávil na hostování v FC Lorient. V Ligue 1 debutoval 4. listopadu 2006 proti domácímu celku Olympique de Marseille, v němž vychytal vítězství 1:0.
V červenci 2007 přestoupil do AJ Auxerre, kde podepsal čtyřletou smlouvu.

## Reprezentační kariéra
Riou byl členem francouzských mládežnických výběrů od kategorie U16. Zúčastnil se Mistrovství Evropy hráčů do 17 let v roce 2004, který domácí Francie vyhrála, když ve finále porazila Španělsko 2:1. Byl to první titul pro Francii v této věkové kategorii. Riou byl náhradním brankářem za týmovou jedničkou Benoîtem Costilem.
Za mládežnický výběr U21 nastoupil ve 4 zápasech.